# Milford, Pennsylvania
Milford är en kommun (borough) i Pike County i den amerikanska delstaten Pennsylvania. Milford är administrativ huvudort i countyt. Yale University hade tidigare den skogsvetenskapliga utbildningen Yale Forest School i byggnaden Forester's Hall i Milford. Byggnaden färdigställdes år 1904 för familjen Pinchot.

## Kända personer från Milford
- Vanessa Carlton, sångare
- Allyn Joslyn, skådespelare